# إم إم إيه جونكي
إم إم إيه جونكي (بالإنجليزية: MMA Junkie)‏ سهو موقع إخباري يغطي رياضة فنون القتال المختلطة. تأسس في عام 2006، وهو مملوكة لشركة جانيت منذ عام 2011. تم عرض الموقع ومحتواه في مجلة تايم، ومجلة إي إس بي أن [الإنجليزية]، ونيويورك تايمز، وأفضل فترة عرض رياضي لفوكس سبورتس نت، وتقرير فوكس مع / شيبرد سميث، وداخل أم أم أيه، والبث المباشر لـإي إس بي إن للفنون القتالية و ياهو! ووسائل الإعلام الأخرى.

## وصلات خارجية
- MMAjunkie
- MMAjunkie Forums
- MMAjunkie Radio
- MMAjunkie - Spanish version